# بارا دو شوسا
بارا دو چوچا (به پرتغالی: Barra do Choça) یک منطقهٔ مسکونی در برزیل است که در باهیا واقع شده‌است. بارا دو چوچا ۳۱٬۲۰۹ نفر جمعیت دارد.